# قلعه گنجی
قلعه گنجی، روستایی از توابع بخش رامند شهرستان بوئین‌زهرا در استان قزوین ایران است.

## جمعیت
این روستا در دهستان ابراهیم آباد قرار دارد و براساس سرشماری مرکز آمار ایران در سال ۱۳۸۵، جمعیت آن ۳۱۶ نفر (۹۵خانوار) بوده‌است.